# Jun’ichi Inamoto
Jun’ichi Inamoto (jap. 稲本 潤一 Inamoto Jun’ichi; * 18. September 1979 in der Präfektur Osaka) ist ein ehemaliger japanischer Fußballspieler.

## Karriere
Der Mittelfeldspieler Junichi Inamoto begann seine Profikarriere 1996 bei Gamba Osaka. 2001, ein Jahr vor der Fußball-Weltmeisterschaft im eigenen Land, wechselte er für 12 Mio. DM (ca. 6 Mio. €) in die britische Premier League zu Arsenal. Er war kurz vorher zu den Bolton Wanderers gewechselt. Somit war er nach Akinori Nishizawa der zweite japanische Spieler in der höchsten englischen Liga.
Bei Arsenal konnte er sich jedoch nicht durchsetzen. Bei der Fußball-Weltmeisterschaft 2002 zählte er innerhalb der japanischen Nationalmannschaft zu den auffälligsten Spielern. Nach der WM wechselte Inamoto zum FC Fulham.
Ab 2004 stand er bei West Bromwich Albion unter Vertrag, die ihn jedoch zunächst für ein Jahr an Cardiff City ausliehen. Mit dem Nationalteam qualifizierte er sich für die Fußball-Weltmeisterschaft 2006 in Deutschland. Im Sommer 2006 wechselte er für eine Ablöse von 300.000 Euro zum türkischen Erstligisten Galatasaray Istanbul. Dort unterzeichnete er einen Einjahresvertrag mit einer Option für ein weiteres Jahr. Er war der erste japanische Fußballer in der Türkei.
Von 2007 bis 2009 spielte er für Eintracht Frankfurt in der Bundesliga. Zur Saison 2009/10 wechselte er zu Stade Rennes in die französische Ligue 1.
Ende 2024 beendete Jun´ichi Inamoto seine Spielerkarriere beim Nankatsu SC. Im Februar 2025 übernahm er die Co-Trainerstelle bei der U18 von Kawasaki Frontale.